# Udvardya elegans
Udvardya elegans (лат.) — вид пауков-скакунов из трибы Euophryini (Salticinae). Название дано в честь американского биолога венгерского происхождения Удварди, Миклош (1919—1998).

## Распространение
Новая Гвинея (эндемик).

## Описание
Мелкие пауки-скакунчики, длина голотипа самки 7,5 мм.

## Классификация
Вид был впервые описан в 1915 году под первоначальным названием Silerella elegans Szombathy, 1915. В 1992 году он стал типовым и единственным видом рода Udvardya Prószynski, 1992. Род несколько десятилетий оставался монотипическим, но затем с острова Новая Гвинея были описаны ещё два новых вида, Udvardya bellatrix Gardzińska, 2015 (Индонезия) и Udvardya fortis Gardzińska, 2015 (Папуа).
В 2015 году канадский арахнолог Мэддисон провёл полную реклассификацию всего семейства пауков-скакунчиков, часть групп расформировал и определил подсемейство Euophryinae в ранге трибы Euophryini в составе подсемейства Salticinae. В результате систематическое положение Udvardya elegans изменилось на трибу Euophryini, которая включена в состав клады Salticoida/Saltafresia/Simonida (Salticinae).